# Keith Campbell
Keith Campbell (Birmingham, 23 de maio de 1954 – Derbyshire, 5 de outubro de 2012) foi um biólogo britânico.
Keith Campbell foi membro da equipe que trabalhou e executou a clonagem da ovelha Dolly, sendo reconhecido como um dos "pais" do projeto.